# Grotrian (månekrater)
Grotrian er et nedslagskrater på Månen. Det befinder sig på den sydlige halvkugle på Månens bagside og er opkaldt efter den tyske astronom Walter Grotrian (1890-1954).
Navnet blev officielt tildelt af den Internationale Astronomiske Union (IAU) i 1970. 

## Omgivelser
Grotriankrateret ligger nord for det enorme Schrödingerbassin og inden for den radius, som er dækket af udkastet materiale fra dette. Den lange Vallis Planck-dal begynder lige nord for Grotrian og fortsætter i nord-nordvestlig retning mod Pikel'nerkrateret.

## Karakteristika
Grotrians rand er næsten cirkulær, og kun et lille krater over den sydlige rand bryder symmetrien. De indre kratervægge er ret glatte skråninger ned mod materiale, som er faldet ned på kraterbunden. Bortset fra det nævnte nedslag og et småkrater i den nordlige del af randen er krateret ikke blevet eroderet af betydning af senere nedslag.

## Satellitkratere
De kratere, som kaldes satellitter, er små kratere beliggende i eller nær hovedkrateret. Deres dannelse er sædvanligvis sket uafhængigt af dette, men de får samme navn som hovedkrateret med tilføjelse af et stort bogstav. På kort over Månen er det en konvention at identificere dem ved at placere dette bogstav på den side af satellitkraterets midte, som ligger nærmest hovedkrateret. Grotriankrateret har følgende satellitkratere:
| Grotrian | Længde  | Bredde   | Diameter |
| -------- | ------- | -------- | -------- |
| X        | 64,5° S | 125,5° Ø | 20 km    |

## Måneatlas
- USGS-kort